# Średnica-Maćkowięta
Średnica-Maćkowięta – wieś w Polsce położona w województwie podlaskim, w powiecie wysokomazowieckim, w gminie Szepietowo Leży nad rzeką Mianką (dopływ Nurca).
Wierni kościoła rzymskokatolickiego należą do parafii Najświętszej Maryi Panny Matki Miłosierdzia w Szepietowie.

## Historia
Pierwsi osadnicy pojawili się na terenie dzisiejszej Średnicy Maćkowięta w epoce mezolitu. 	Badania archeologiczne wskazują na istnienie w tym miejscu osady oraz śladów osadniczych.
W dokumencie z 1239 roku znajdującym się w archiwum diecezjalnym w Płocku, który tyczy się kasztelanii święckiej jest wymieniona osada Syrednica (Średnica). W dok. z w. XIII śród włości kościoła płockiego.
Średnica wzmiankowana w dokumentach z roku 1382. Wymieniona przez Zygmunta Glogera w spisie miejscowości ziemi bielskiej – Średnica (1382, ,,Średnie włoki”): S. Maćkowięta, S. Pawłowięta, S. Jakubowięta.
Słownik geograficzny Królestwa Polskiego podaje iż Tomasz, dziedzic wsi Srzednie Włoki, kupuje r. 1382 wójtostwo w Ostrołęce - na podstawie (Kapica, Herbarz, 386).
W dokumencie z 1493 roku tyczącym się założenia kościoła w Długiej Dąbrowie został wymieniony dziedzic wsi szlacheckiej Średnica który to miał przynależeć do nowo powstałej parafii (Ziemia drohicka – część prawobrzeżna). Był nim Mikołaj z synami ze Srzednicy.
W Archiwum Państwowym w Wilnie znajduje się księga sądowa bielska z 1569 r. Zawiera ona m.in. dokument z 14 maja 1569 r. pt.: "Szlachta ziemi bielskiej składa przysięgę Koronie polskiej w grodzie bielskim" są w niej wymienieni mieszkańcy Szrednicy (Srzednicy) z. bielska par. dąbrowska (parafia dąbrówka): Jan s. Adama, Maciej s. Marka, Marcin s. Jana, Szymon s. Marka, Walenty s. Wawrzyńca, Wawrzyniec s. Marka.
Z wypisów heraldycznych z ksiąg poborowych z 1581 roku dotyczących wykazu dziedziców dóbr, ich urzędników, sług i sprawców pow. bielskiego można się dowiedzieć, iż dziedzicem wsi Średnica Maćkowięta (par. Dąbrowska) był Średnicki Szymon Grzegorzowicz.

Srzednica na mapie z 1795 r.

W 1805 roku miejscowość liczyła 23 domy.
Srzednica Maćkowięta występuje w Obwieszczeniu – Kommissyi Hipotecznej Województwa Augustowskiego z 16 lipca 1821 r. dotyczącym właścicieli dóbr i posiadłości ziemskich z Powiatu Tykocińskiego.
W Rapporcie Kommisarza deleg. do Obwodu Łomżyńskiego podany jest rozkład terminów na parafie do wnoszenia podatków w lutym i marcu 1822 r. Przedstawiona jest: parafia Wysocka – miasto Wysokie, gm. Srzednica i Bryki.
W roku 1827 wieś liczyła 16 domów i 154 mieszkańców. Znajdowała się w województwie augustowskim, obwodzie łomżyńskim, powiat tykociński, parafia Wysokie Mazowieckie. Od 1837 roku w guberni augustowskiej, powiat łomżyński, okrąg tykociński, gmina Srzednica, parafia Wysokie Mazowieckie.
W Archiwum Państwowym w Łomży znajduje się pismo Gubernatora Cywilnego Augustowskiego do Naczelnika Powiatu Łomżyńskiego z 27 marca/8 kwietnia 1850 roku nadane w Suwałkach a informujące iż "Najjaśniejszy Pan rozkazać raczył wybudować drogę żelazną od St. Petersburga do Warszawy, pod nazwą Sankt Petersbursko –Warszawskiej Drogi Żelaznej".
W maju 1852 r. rozpoczęto pierwsze prace ziemne. Zaprojektowano wybudowanie ośmiu stacji na odcinku Warszawa-Białystok jedną ze stacji miała być Średnica. W czerwcu 1852 r. wójt gminy Szymbory i Średnica p. Łuniewski rozpoczął organizowanie zebrań wiejskich i przygotowanie do przekazania gruntów pod budowę drogi żelaznej. Kolej żelazna została przeprowadzona przez grunty 52 osób. Na jednym z protokołów można przeczytać, iż "Po zrobieniu pomiaru gruntów zajętych pod drogę żelazną St. Petersbursko-Warszawską we wsi Średnica Maćkowięta, okazało się, iż zajęto: gruntów ornych: 10,99 również ogrodów 2,49 i łąk 0,66. Zajęto sześć domów i siedem stodół". Na koniec protokół ten został przeczytany, przyjęty i podpisany przez mieszkańców.
O zlokalizowaniu stacji kolejowej w Średnicy dowiedział się właściciel majątku Szepietowo Wawrzyńce i po interwencji u władz carskich w St. Petersburgu, stacja kolejowa została przeniesiona na grunty tego majątku. O wcześniejszych planach zlokalizowania stacji kolejowej w Średnicy świadczy szeroki pas terenu który jest obecnie w posiadaniu PKP.
W 1861 roku było 20 dymów (kominów) w Srzednicy Maćkowięta. Oddana do użytku w roku 1862 droga petersbursko-warszawska odegrała pierwszoplanową rolę w rozgrywających się wkrótce potem wydarzeniach powstańczych. Bitwy i potyczki oddziałów powstańczych w okolicy Średnicy miały miejsce: 9 maja, 23 lipca oraz 30 września 1863 roku. Wśród więzionych i zesłanych na Syberię w roku 1864 figuruje Średnicki ze Średnicy.
Miejscowość ta w 1866 roku wchodziła w skład gminy Srzednica.
Pod koniec wieku XIX należała do powiatu mazowieckiego, gmina Szepietowo, parafia Wysokie Mazowieckie.
W 1921 r. naliczono tu 29 budynków z przeznaczeniem mieszkalnym oraz 171 mieszkańców (76 mężczyzn i 95 kobiet). Narodowość polską podało 168 osób, a 3 białoruską.
Dnia 20 lutego 1928 r. powstała spółka wodna "Średnica". Zostało założone w Średnicy dnia 31 stycznia 1929 r. – Kółko Rolnicze, dnia 28 marca 1931 r. – Koło Gospodyń Wiejskich oraz taką ważną datą jest 8 marca 1933 r., kiedy to mieszkańcy miejscowości przekazali plac pod budowę budynku – domu wiejskiego,tzw. ,,ludowiaka”. Jeden z dokumentów przedstawia wykaz płatników składki ogniowej za rok 1933 wsi Średnica Maćkowięta, znajduje się na nim 35 mieszkańców.

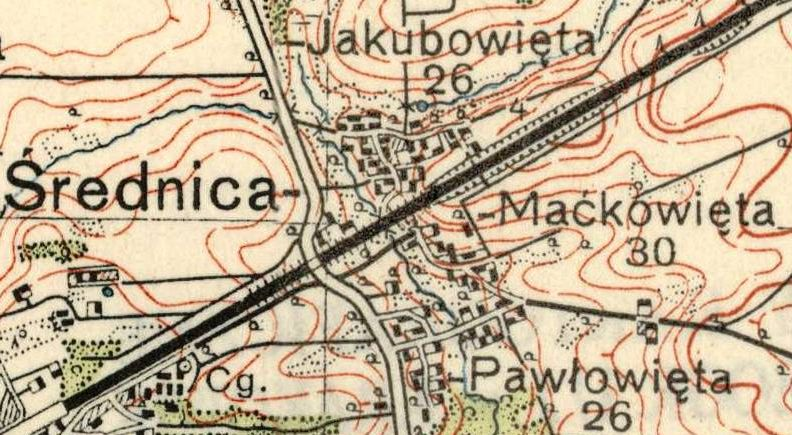
Średnica na mapie z 1935 r.

29 sierpnia 1937 r. w Średnicy odbyły się dożynki powiatowe. Przybył na nie starosta wysokomazowiecki. Szczególna atrakcją były występy dzieci wiejskich, które przygotowała do imprezy instruktorka Eugenia Osipówna. Wcześniej kolonię dziecięcą wizytował wicestarosta Roth i proboszcz z Dąbrówki Kościelnej.
Podczas II wojny światowej Niemcy opuszczając Białostocczyznę na przełomie lipca i sierpnia 1944 roku niszczyli za sobą infrastrukturę kolejową. Wysadzony został żelbetonowy most kolejowy położony nad ciekiem wodnym - rzeką Mianką w Średnicy. Aby utrudnić korzystanie z torów Niemcy zepchnęli w miejsce wysadzonego mostu skład kilkunastu wagonów towarowych. Obecny most został wybudowany w 1949 roku lecz już jako konstrukcja metalowa.
W latach 1954–1972 miejscowość wchodziła w skład Gromady Dąbrówka Kościelna.
W latach 1975–1998 miejscowość administracyjnie należała do województwa łomżyńskiego.
Liczba mieszkańców w latach 2000-2009:
2000 r. – 180, 2002 r. – 180, 2003 r. – 185, 2004 r. – 186, 2006 r. – 184, 2007 r. – 174, 2008 r. – 172, 2009 r. – 167. 31 grudnia 2011 r. liczba mieszkańców wyniosła 159 osób.

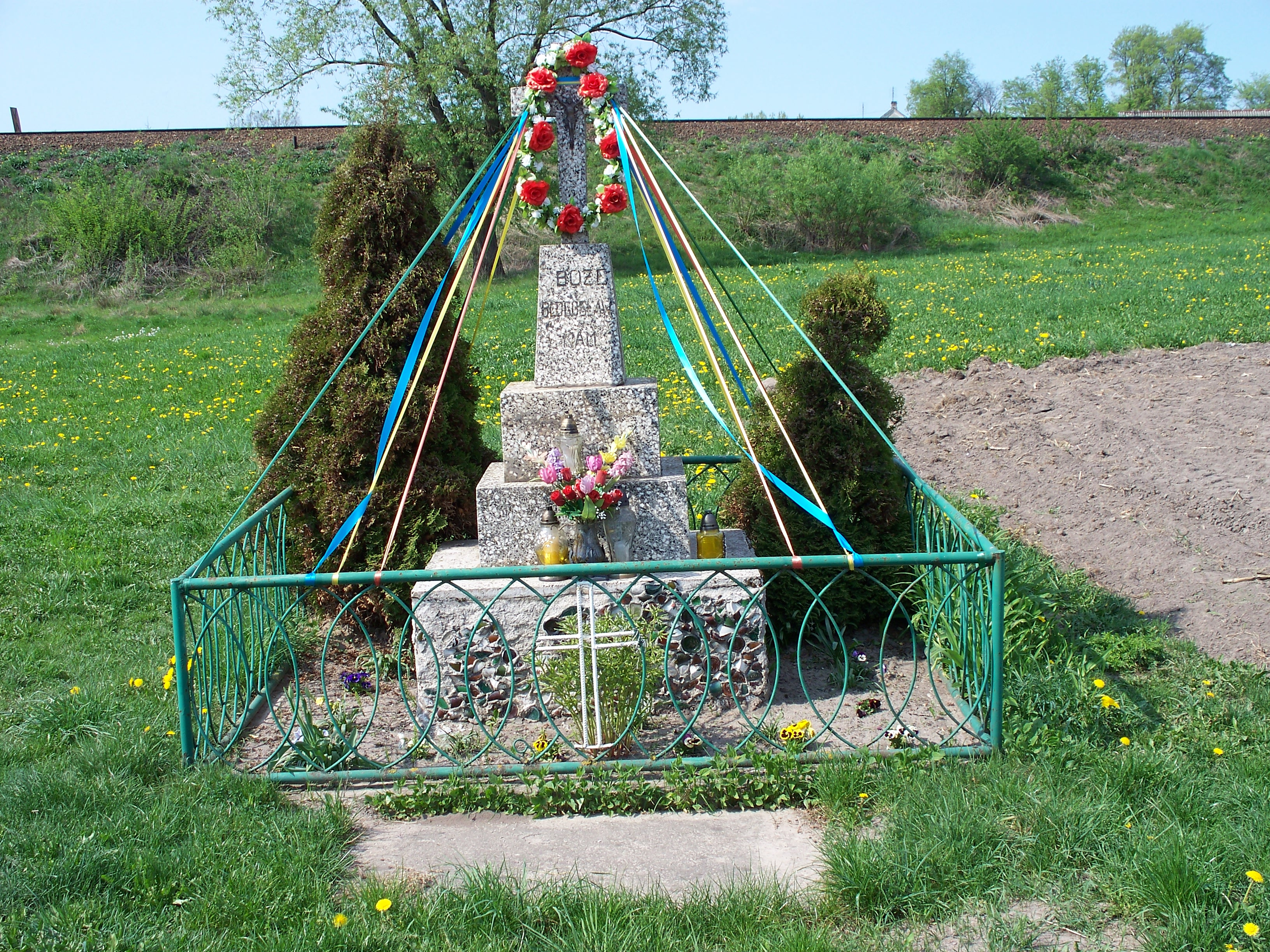
Krzyż przydrożny z widocznym napisem „Boże Błogosław Nam”

### Szkoła
W 1922 roku 2 klasowa szkoła powszechna w Średnicy, liczyła 77 uczniów, 1923 r. – 85 uczniów, 1924 r. – 82 uczniów, 1925 – 67 uczniów.
Nauczyciele: 1925 r.- Dworakowska Kazimiera, Grabowski Feliks, budynki odległe około 1 km, 1928 r.- szkoła przeniesiona do Szepietowa Stacji, 1930 r.- Zappona Aniela, ekspozytura szkoły w Dąbrówce Kościelnej.

## Urodzeni w Średnicy
- Franciszek Średnicki (Srzednicki) - oficjał generalny i wikariusz in spiritualibus do 1591 r. biskupa Wiktoryna Wierzbickiego i jego następcy biskupa Bernarda Maciejowskiego[37].
- Tomasz Średnicki (Srzednicki) - powstaniec listopadowy, ur. 1813 r. w Średnicy. Z 4 klasy szkół szczucińskich w roku 1829 wszedł do Wojska Polskiego, w 1831 r. z 11 puł. uł. odbył kampanię. Do Francji przybył po powstaniu z Prus na okręcie w 1832 r.[38].

## Obiektyzabytkowe
- dróżniczówka, murowana, z przełomu XIX i XX w.
- 4 domy drewniane z 1. połowy XX w.[39]

## Galeria

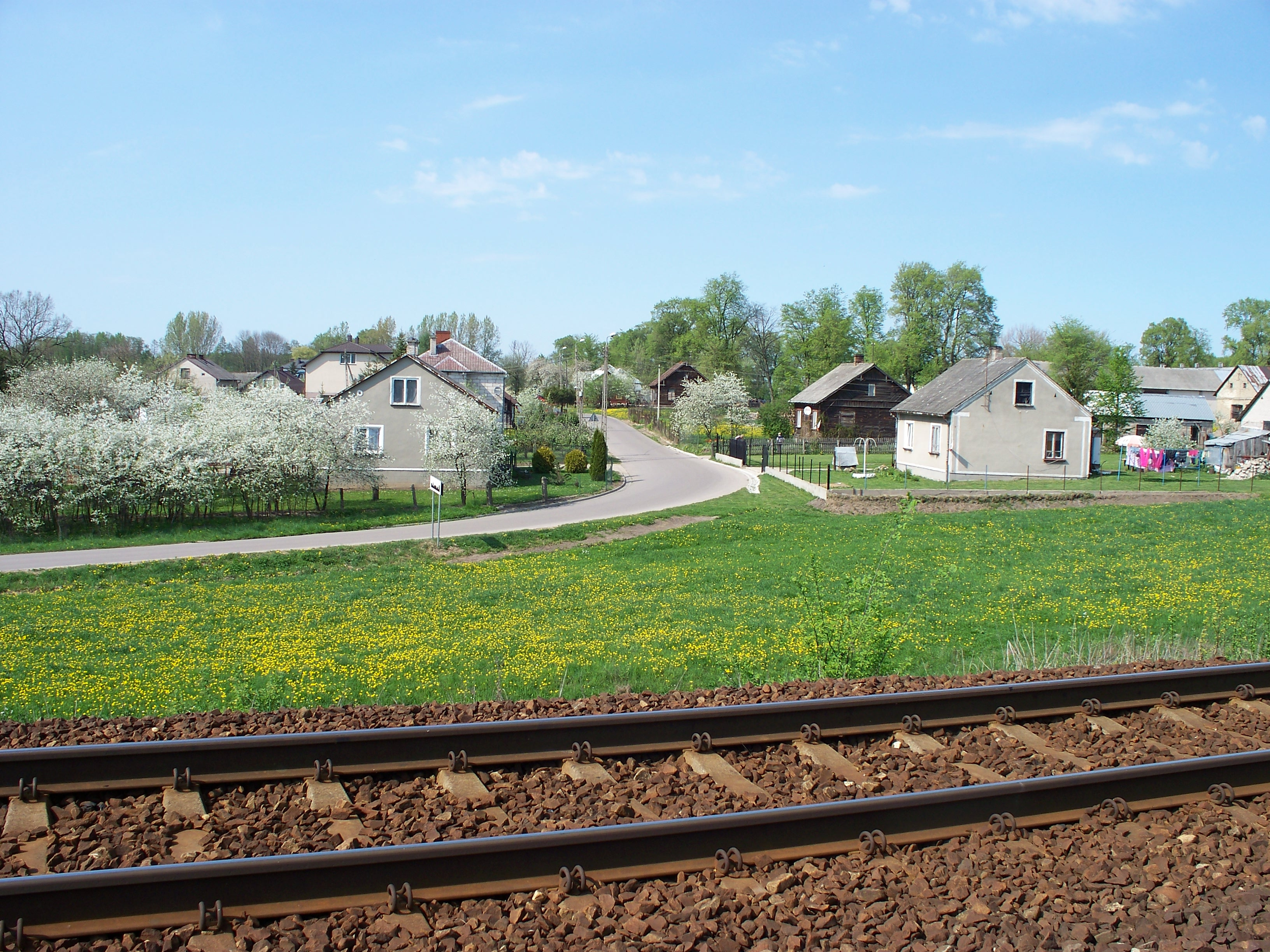
Część płn. miejscowości
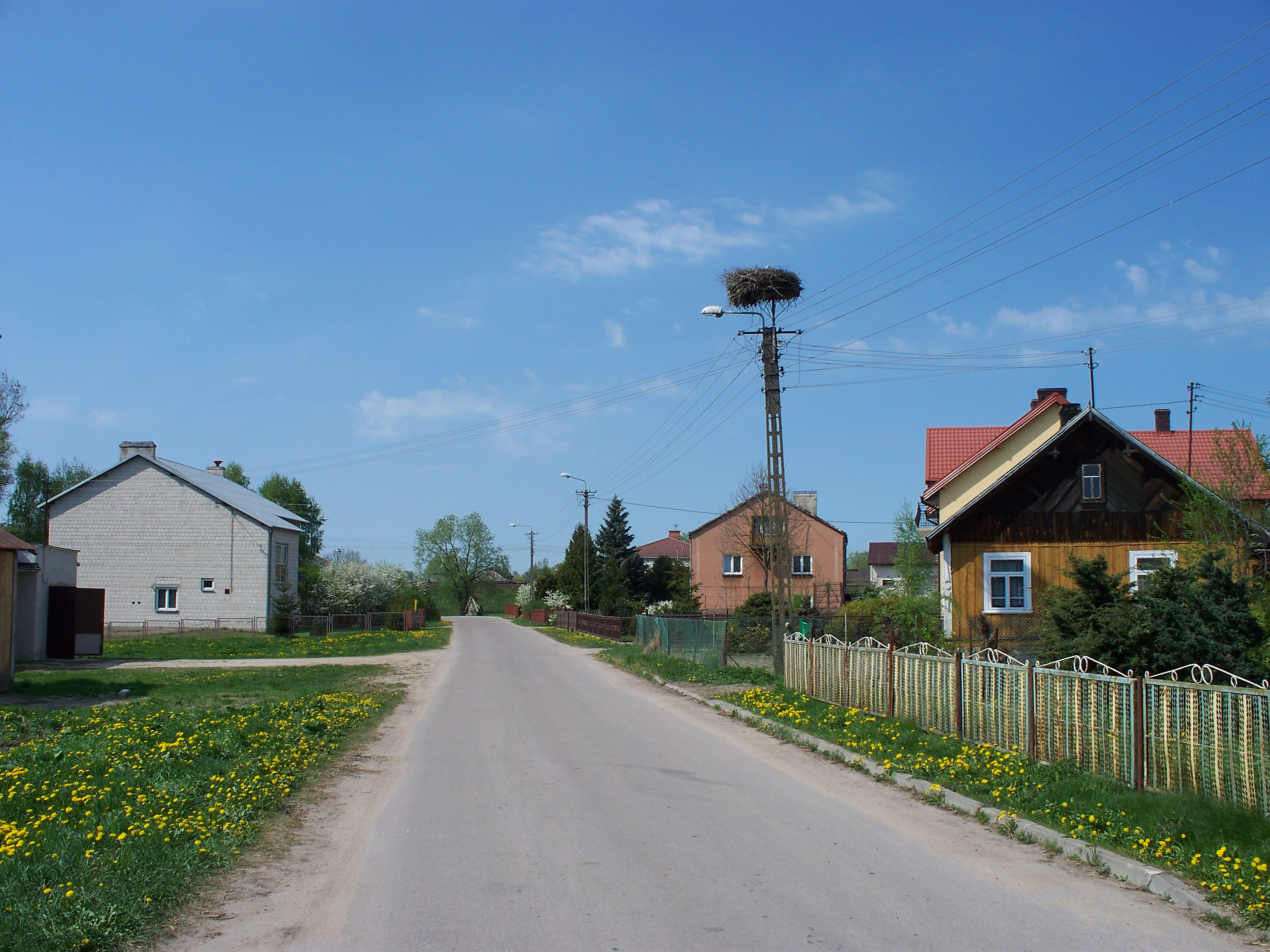
Część płd. w tle budynek remizy OSP Średnica
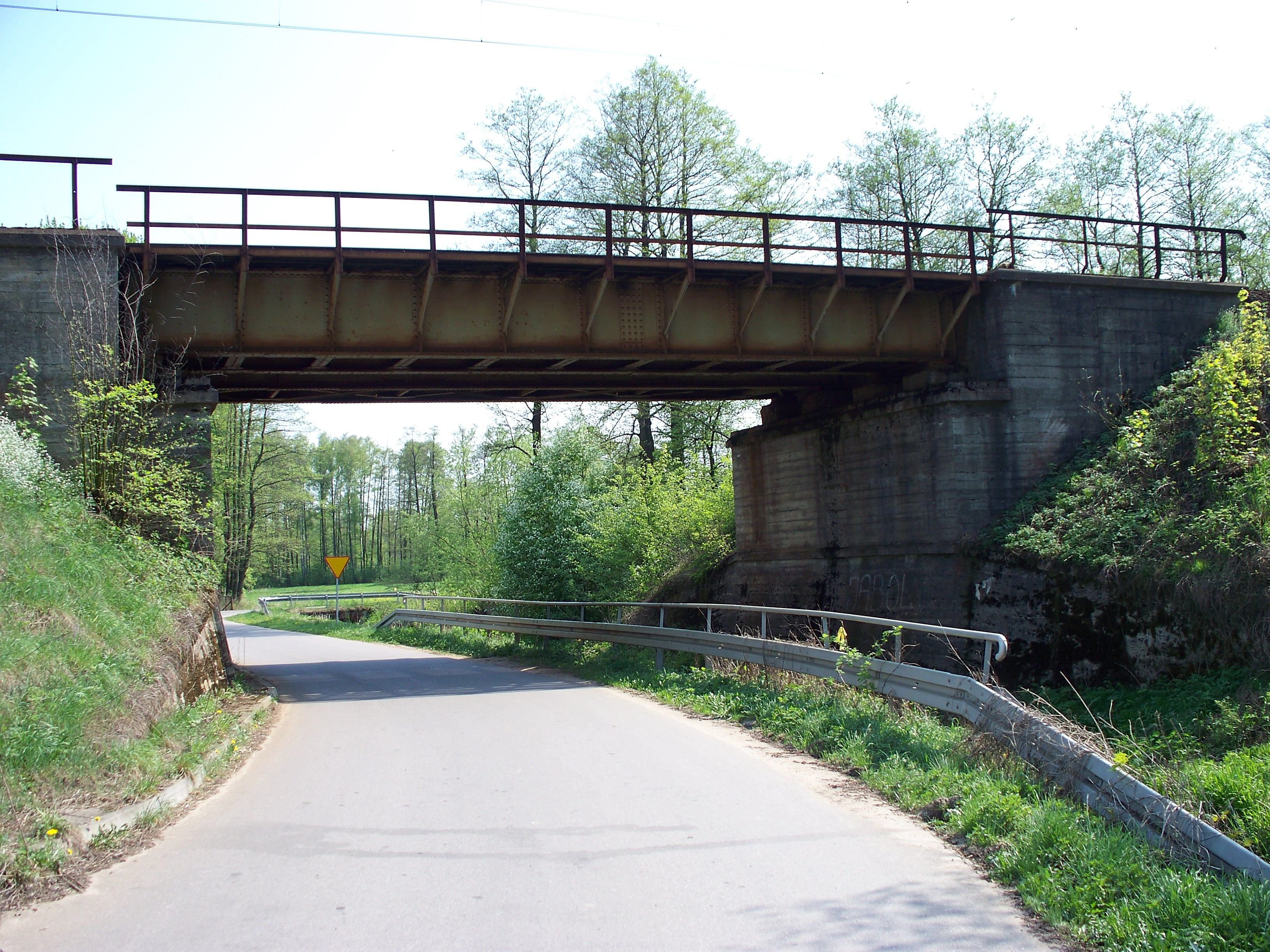
Most od strony płn.
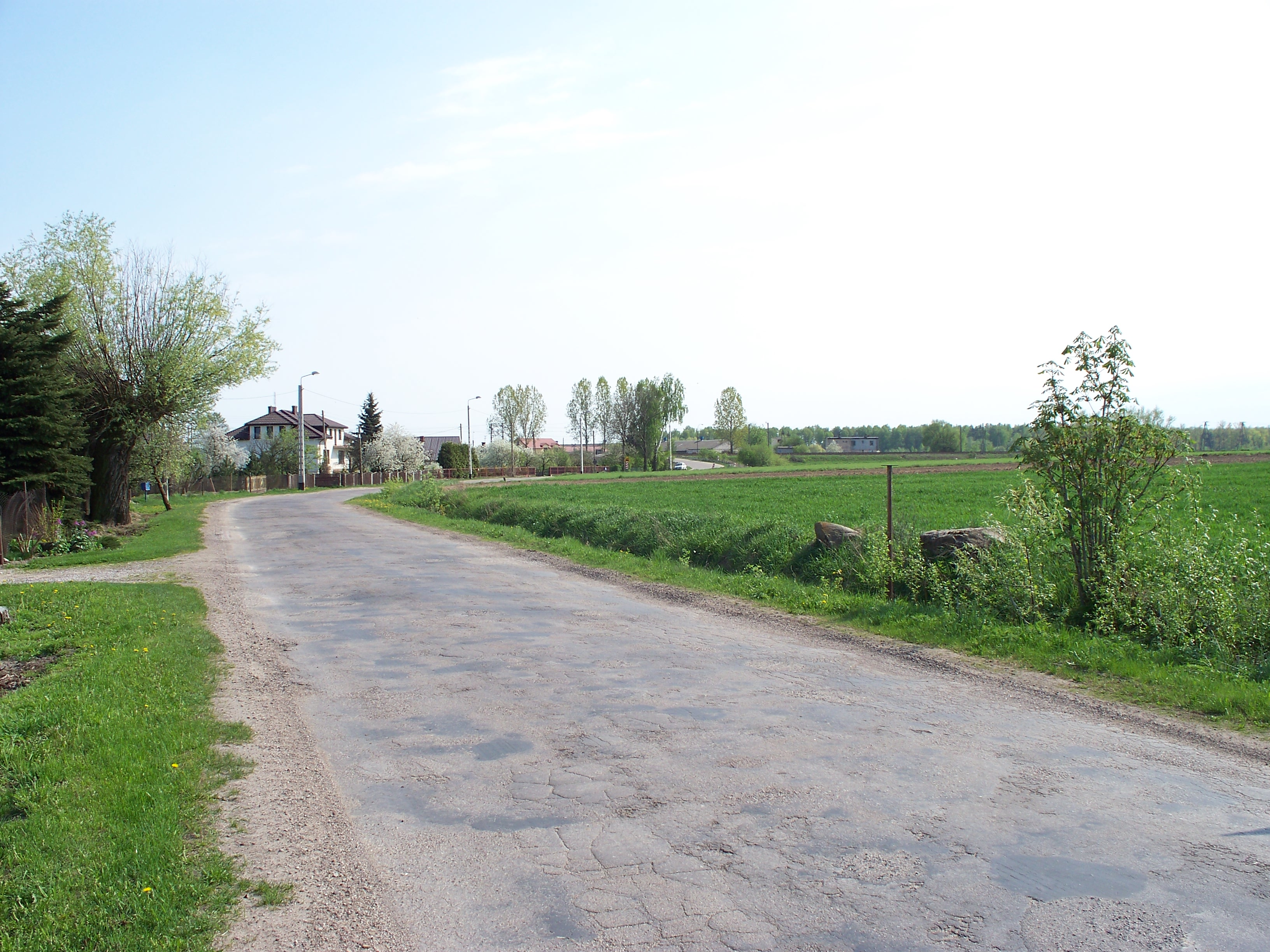
Wjazd od strony Brzósk